# Strepsigonia
Strepsigonia is een geslacht van vlinders van de familie eenstaartjes (Drepanidae), uit de onderfamilie Drepaninae.

## Soorten
- S. affinis Warren, 1897
- S. diluta (Warren, 1897)
- S. kerbau Holloway, 1998
- S. nigrimaculata Warren, 1897
- S. paludicola Holloway, 1998
- S. placida Swinhoe, 1902
- S. quadripunctata (Walker, 1862)
- S. robusta Holloway
- S. subobliqua (Warren, 1897)
- S. takamukui (Matsumura, 1927)
- S. trigonoptera Warren, 1923